# Calicynorta
Calicynorta is een geslacht van hooiwagens uit de familie Cosmetidae.
De wetenschappelijke naam Calicynorta is voor het eerst geldig gepubliceerd door C.J.Goodnight & M.L.Goodnight in 1943. 

## Soorten
Calicynorta is monotypisch en omvat slechts de volgende soort:
- Calicynorta bimaculata